# 1683 en santé et médecine
| Années de la santé et de la médecine : 1680 - 1681 - 1682 - 1683 - 1684 - 1685 - 1686    |
| Décennies de la santé et de la médecine : 1650 - 1660 - 1670 - 1680 - 1690 - 1700 - 1710 |

Cet article présente les faits marquants de l'année 1683 en santé et médecine.

## Événements
- Guy-Crescent Fagon (1638-1718) fait venir Joseph Pitton de Tournefort (1656-1708) à Paris pour lui confier sa chaire de botanique au Jardin des Plantes établi par Louis XIII pour l'instruction des jeunes étudiants en médecine.
- Pierre Chirac (1657-1732) est reçu docteur à la Faculté de médecine de Montpellier.

## Publications
- Ole Borch (1626-1690) publie Dissertationes Academicae De Poetis (lire en ligne).
- Pierre Dionis (1643-1718) fait éditer Histoire anatomique d’une matrice extraordinaire (lire en ligne).

## Décès
- 15 janvier : Guillaume Lamy (né en 1644), médecin français[1].
- 9 mars : Michael Ettmüller (né en 1644), médecin allemand[2].
- 10 novembre : Robert Morison (né en 1620), médecin et botaniste écossais.